# Volum (termodinamică)
În termodinamică volumul este un parametru extensiv important pentru descrierea stării termodinamice a unui sistem termodinamic. Volumul masic (anterior numit volum specific), o proprietate intensivă, este raportul dintre volumul sistemului și masa sa, adică volumul pentru o unitate de masă. Volumul este o funcție de stare și este interdependent cu alte proprietăți termodinamice, cum ar fi presiunea și temperatura. De exemplu, în cazul unui gaz ideal volumul este legat de presiune și temperatură prin legea gazelor ideale.

## Descriere
De obicei volumul unui sistem termodinamic se referă la volumul fluidului de lucru, cum ar fi, de exemplu, fluidul din cilindrul unui motor cu piston. Modificarea acestui volum poate fi făcută, de exemplu, consumând sau producând lucru mecanic. Totuși, un proces izocor se petrece la un volum constant, astfel încât nu poate exista vreun schimb de lucru mecanic. Multe alte procese termodinamice vor avea ca rezultat o modificare a volumului. În special un proces politropic, determină modificări ale sistemului astfel încât valoarea {\displaystyle pV^{n}} este constantă (unde {\displaystyle p} este presiunea, {\displaystyle V} este volumul, iar {\displaystyle n} este exponentul politropic ( coeficientul de transformare politropică, o constantă). De reținut că pentru anumiți exponenți politropici un proces politropic va fi echivalent cu un proces cu proprietăți constante. De exemplu, pentru valori foarte mari ale lui {\displaystyle n}, care se apropie de infinit, procesul devine unul cu volum constant (izocor).
Gazele sunt compresibile, astfel că volumele lor (și volumele masice) se pot modifica în timpul proceselor termodinamice. Lichidele sunt aproape incompresibile, astfel că volumele lor pot fi adesea considerate constante. În general, compresibilitatea este definită ca modificarea relativă a volumului unui fluid sau solid supus unei presiuni și poate fi determinată pentru substanțe în orice fază. În mod similar, dilatarea termică este tendința materiei de a-și modifica volumul la schimbarea temperaturii.
Ciclurile termodinamice sunt formate dintr-o succesiune de procese diferite, unele care mențin volumul constant și altele care nu. De exemplu un ciclu generator cu compresie de vapori este format dintr-o serie de procese în care fluidul frigorific trece prin stările de lichid și vapori.
Unitățile pentru volum sunt metrul cub, m3, sau litrul, l sau L (unitate tolerată).

## Căldura și lucrul mecanic
Lucrul mecanic efectuat asupra sau de către un fluid de lucru determină o modificare a dimensiunilor mecanice ale sistemului; cu alte cuvinte, pentru ca să intervină lucrul mecanic, volumul trebuie să se modifice. Prin urmare, volumul este un parametru important în caracterizarea multor procese termodinamice în care este implicat un schimb de energie sub formă de lucru mecanic.
Volumul este una dintr-o pereche de parametri conjugați, cealaltă fiind presiunea. Ca și în cazul tuturor perechilor conjugate, produsul este o formă de energie. Produsul {\displaystyle pV} este energia ieșită dintr-un sistem sub formă de lucru mecanic. Acest produs este un termen din expresia entalpiei {\displaystyle H}:
{\displaystyle H=U+pV}
unde {\displaystyle U} este energia internă a sistemului.
Principiul al doilea al termodinamicii descrie cantitatea de lucru mecanic care poate fi extras dintr-un sistem termodinamic. În sistemele termodinamice închise, măsura lucrului mecanic „util”, care poate fi extras este energia liberă Helmholtz; iar în sistemele deschise, măsura lucrului mecanic util care poate fi extras este energia liberă Gibbs.
Similar, valoarea capacității termice a fluidului într-un proces dat depinde dacă procesul produce sau nu o modificare a volumului. Capacitatea termică este în funcție de cantitatea de căldură adăugată unui sistem. În cazul unui proces la volum constant, toată căldura se adaugă (cu semnule ei) la energia internă a sistemului (adică dacă nu există lucrul mecanic pV, toată căldura modifică temperatura). Totuși, într-un proces care nu se petrece la volum constant, adăugarea de căldură se distribuie între energia internă și lucrul mecanic de dislocare (adică modifică entalpia); astfel temperatura se modifică diferit decât în cazul procesului la volum constant, fapt care determină o valoare diferită a capacității termice.

## Volumul masic
Volumul masic, {\displaystyle v}, este volumul ocupat de o unitate de masă a unui material. În multe cazuri volumul masic este o mărime utilă de determinat deoarece, ca proprietate intensivă, împreună cu o altă variabilă intensivă independentă, poate fi utilizată pentru a determina complet starea unui sistem. De asemenea, volumul masic permite studierea sistemelor fără a ști volum lor exact, care în unele etape de analiză poate să nu fie cunoscut sau semnificativ.
Volumul masic al unei substanțe este egal cu inversul densității. Volumul masic poate fi exprimat în m3/kg sau mL/g.
{\displaystyle v={\frac {V}{m}}={\frac {1}{\rho }}}
unde {\displaystyle V} este volumul, {\displaystyle m} este masa și {\displaystyle \rho } este densitatea materialului.
Pentru un gaz ideal
{\displaystyle v={\frac {R_{m}T}{p}}}
unde {\displaystyle R_{m}} este constanta molară a gazului, {\displaystyle T} este temperatura și {\displaystyle p} este presiunea gazului.

## Volumul unui gaz

### Dependența de presiune și temperatură
Volumul unui gaz crește proporțional cu temperatura absolută (în K) și scade invers proporțional cu presiunea, aproximativ conform legii gazelor ideale:
{\displaystyle V={\frac {nRT}{p}}}
unde V este volumul, în m3,
n este cantitatea de gaz, în moli,
R este constanta universală a gazelor = 8314,472 J/K·mol,
T este temperatura, în K,
p este presiunea, în Pa.
Pentru n = 1, T = 273,15 K și p = 101325 Pa se obține volumul molar al unui gaz în condiții normale DIN: V = 22,414 m3/mol.

### Recalculare
Dacă se cunoaște volumul V1 în starea determinată de presiunea p1 și temperatura T1, atunci volumul V2 în starea determinată de presiunea p2 și temperatura T2 se obține făcând raportul relației precedente pentru cele două stări. Rezultă:
{\displaystyle V_{2}=V_{1}{\frac {p_{1}}{p_{2}}}{\frac {T_{2}}{T_{1}}}.}
Similar, pentru volumele masice relația este:
{\displaystyle v_{2}=v_{1}{\frac {p_{1}}{p_{2}}}{\frac {T_{2}}{T_{1}}}.}
Uzual, v1 în condiții normale pentru diferite gaze se găsește în tabele din bibliografia de specialitate.

### Eliminarea umidității
Spre deosebire de alte componente ale unui amestec de gaze, conținutul de apă are un comportament particular. Aspectul este întâlnit în special la aerul umed, în meteorologie și în instalațiile de climatizare. Aerul conține umiditate în stare de vapori, iar gradul său de saturație depinde în principal de temperatură. Prin urmare, atunci când aerul umed este comprimat sau răcit, inițial toate componentele vor scădea în volum aproximativ conform legii gazelor ideale, însă gradul de saturație cu umiditate (umiditatea relativă) va crește. Când gradul de saturație al vaporilor de apă ajunge la 100 %, vaporii de apă încep să se condenseze, rezultând o fază lichidă. Prin condensarea acestor vapori volumul aerului umed se îndepărtează de cel prezis de legea gazelor ideale. Dacă acest condensat este eliminat din sistem, restul componentelor continuă să respecte legea gazelor ideale, pentru acel volum redus. Calculul parametrilor de stare ai aerului umed are un capitol dedicat în tratatele de termodinamică.